# Asemblin
Asemblin (EC 3.4.21.97, Assemblin) je enzim. Ovaj enzim katalizuje sledeću hemijsku reakciju
Razlaganje -Ala-Ser- i -Ala-Ala- veza u strukturnim proteinima
Ovaj enzim učestvuje u razlaganju strukturnog proteina tokom kasnih stupnjeva formiranja herpes virusa.

## Spoljašnje veze
- Assemblin на 